# Forteresse de Klodzko
La forteresse de Klodzko (en polonais : Twierdza Kłodzko ; en tchèque : Kladská pevnost)  est une place forte située au-dessus de la ville de Kłodzko (Glatz) dans la  voïvodie de Basse-Silésie, en Pologne. L'ancien château frontalier de Bohême sur la rive gauche de la Neisse devint la résidence des comtes de Glatz au XVe siècle.

## Histoire
Le castellum Cladsko a été mentionné pour la première fois dans la chronique de Cosmas de Prague. Il était construit vers 981 sur une colline à côté de la rivière Neisse. Fondé par le prince Slavnik, père de l'évêque Adalbert de Prague, le château doit protéger et renforcer la frontière entre la Bohême et la Pologne au nord. En 1129, le duc Sobeslav Ier fit reconstruire la forteresse pour contrôler la route commerciale reliant Prague et Wrocław en Silésie. À partir de 1477, il fut la demeure de Henri Ier de Poděbrady, comte de Glatz, et de ses descendants.
En 1557, une église et une chapelle sont construites par l'architecte Lorenz Krischke, l'architecte du prince Ernest de Bavière. En 1622, durant la guerre de Trente Ans, la forteresse est prise par les Autrichiens. En 1742, durant la guerre de Succession d'Autriche, la ville est conquise par la Prusse de Frédéric II. Les Prussiens agrandissent la forteresse. En 1807, l'armée française de Napoléon prend la forteresse et la transforme en prison. Durant la Seconde Guerre mondiale, la forteresse devient un camp de prisonniers de guerre, un sous-camp du camp de concentration de Gross-Rosen.